# لوني سميث (لاعب كرة قاعدة)
لوني سميث (بالإنجليزية: Lonnie Smith)‏ هو لاعب كرة قاعدة أمريكي، ولد في 22 ديسمبر 1955 في شيكاغو في الولايات المتحدة.

## وصلات خارجية
- لوني سميث على موقعبيزبول رفرنس.كوم (الدوري الرئيسي) (الإنجليزية)
- لوني سميث على موقعبيزبول رفرنس.كوم (الدوري الثانوي) (الإنجليزية)